# 儒勒·巴德诺
儒勒·巴德诺·德·努瓦耶（法語：Jules Patenôtre des Noyers，1845年4月20日—1925年12月26日），是法国的外交官，曾担任驻清朝公使。

## 生平
1845年出生。1878年，任法国驻大清使馆头等参赞。1879年至1880年任代办。1880年，调任法国驻瑞典公使。1884年，再度来到中国，任法国驻大清公使。1885年6月9日，与李鸿章在天津订立签订《中法新约》，即《中法会订越南条约十款》，又称《李巴条约》。晚年著有《一个外交官的回忆录》。1925年，去世。